# Jacques Alexandre Law de Lauriston
Jacques Alexandre Law de Lauriston (ur. 1 lutego 1768 w Pondicherry, zm. 11 czerwca 1828 w Paryżu) – francuski generał, marszałek Francji, potomek szkockiego ekonomisty Johna Lawa.

## Życiorys
Wstąpił do armii i od 1795 był pułkownikiem artylerii. Po zamachu 18. Brumaire został powołany przez Pierwszego Konsula Napoleona Bonapartego do Sztabu Generalnego. W 1801 został jego adiutantem a wkrótce potem awansował do stopnia generała brygady. Brał udział w wyprawach okresu wojen napoleońskich.
Po restauracji dynastii Burbonów powrócił do Francji, oddał hołd poddańczy Ludwikowi XVIII. Podczas okresu "100 dni" przebywał na swoich włościach. Po odzyskaniu władzy przez króla został dowódcą 1 Dywizji Piechoty Gwardyjskiej. W 1820 minister Domu Królewskiego i marszałek Francji. Dowodził podczas ekspedycji do Hiszpanii 1823 2. Korpusem Rezerwowym. Zmarł 11 czerwca 1828 w Paryżu.